# 宮内村 (愛媛県)
宮内村（みやうちむら）は、1955年（昭和30年）まで愛媛県西宇和郡にあった村である。
現在の八幡浜市の北西部、佐田岬半島基部の農村であった。山間部には平家の落人伝説が残る。

## 地理
現在の八幡浜市の北西部。佐田岬半島の基部にあたり、銅ケ鳴、雨包山など高いところでは500mを越える山々が佐田岬半島の背稜を形成している。北と西には山が迫り、北に瞽女が峠を境として磯津村と接する。東は喜須来村及び日土村と、西は伊方村に、南は川之石町に接している。磯津村との背稜付近に源を発する宮内川が南流し、小規模ながら沖積平野を形成している。背後の山々の傾斜はきつくなく、昭和30年以降急速に果樹園として利用されるようになった。海には面していない。
地名の由来
「宮内」は、774年（宝亀5年）の勧請と伝えられる三島神社の神領の意。「宮中」とも書いた。

## 社会

### 地域・集落
藩政期からの旧村
江戸時代までは宮内（みやうち）、両家（りょうけ）、枇杷谷（びわだに）、鼓尾（つづみお）の4つの村が存在した。
ただし、両家以下の3村は小村で庄屋も宮内村（旧）の庄屋が兼ねるなど、宮内村の枝村的な存在であった。なお、これら3村は平家の落人伝説の地。枇杷谷の枇杷は平家琵琶に、鼓尾の鼓は同じく鼓に由来するとの説がある。
小字
清水町、駄馬、西之河内（にしのかわち）、鼓尾、枇杷谷、両家、里（さと）、舟木谷（ふなぎだに）、大竹の9つの小字がある。
大字
大字制は1955年（昭和30年）の昭和の合併により保内町となって採用された。大字宮内のみ。
地形　
両家、枇杷谷、鼓尾、西之河内を除き、集落の大半は宮内川の沖積平野に位置する。南部の清水町、駄馬の付近は川之石に接し、町として開けていた。佐田岬半島の町村のなかでは平地に恵まれており、水田耕作も行なわれていた（多くはのちに柑橘園に転換していった）。

### 教育
- 小学校

1875年（明治8年）　宮内小学校開校。村立→保内町立→八幡浜市立となり現在に至る。途中、2005年（平成17年）に喜津木小学校を、2007年（平成19年）に磯崎小学校を統合。
所在地:〒796-0202　愛媛県八幡浜市保内町宮内5-46　現在の住所表記
- 中学校

1947年（昭和22年）4月　太平洋戦争後の学制の改革により村立宮内中学校として設置、開校。
1955年（昭和30年）昭和の合併により保内町立となる。
1975年（昭和50年）川之石中学校、磯津中学校とともに統合して（旧）保内中学校となる。
2005年（平成17年）3月の合併により八幡浜市立となる。
2017年に組合立青石中学校と統合し（新）保内中学校となる。これにより旧保内町内1中学校となった。
保内中学校の所在地:八幡浜市保内町川之石1番耕地243番地第1　　現在の住所表記

## 歴史
古代
- 774年（宝亀5年） - 伊予国越智郡大山祇神社から御分霊を勧請し三島神社となる[4]。このとき、近くまで奉迎船がたどりついたという伝説があり、実際に舟木谷という地名が残っている。（現在の宮内小学校の付近）

中世
- 宇和荘に属す。
- 平氏の最盛期には当地を含む地域一帯は平頼盛の荘園であったとされる。その後、壇ノ浦の戦いに破れた平家の一族が伊方越を経て、宮内川上流の平家谷に隠れ住んでいたという平家の落人伝説が残る[5]。付近の地名である枇杷谷も平家琵琶にちなむものとされる。

藩政期
- 宇和島藩領。保内郷。
- 天明年間より櫨の栽培が盛んになる。川之石浦の雨井（あまい）の港から積み出された。

明治以降
- 1874年（明治7年） - 二宮新吉等を主導者とする農民騒動・宮内村事件が発生。
- 1875年（明治8年） - 宮内小学校開校[6]。
- 1878年（明治11年） - 郡区町村編制法の施行により、西宇和郡に属す[7]。
- 1886年（明治19年） - 隣村である日土村の二宮嘉太郎が夏柑を導入、当村にも次第に広まる[8]。
- 1889年（明治22年）12月15日 - 町村制施行により、宮内村が発足する。
- 1890年（明治23年） - 巡査駐在所設置[9]。
- 1896年（明治29年） - 銅ケ鳴山ろくにて村営造林事業開始。
- 1896年（明治29年） - 佐々木秀治郎らによって愛媛県下ではじめてネーブルオレンジ導入[10]。
- 1913年（大正2年） - 村内に電灯ともる[11]。
- 1930年（昭和5年） - 宮内製糸組合成立。この頃養蚕の最盛期。
- 1947年（昭和22年） - 宮内中学校開校[12]。
- 1955年（昭和30年）3月31日 - 磯津村、川之石町、喜須来村との合併により、保内町となり、自治体としての歴史は閉じた[13]。大字宮内となる[14]。

```
宮内村の系譜
（江戸時代以前）

宮内　　━━━┓　　　（明治期）
　　　　　　　┃　　　町村制施行時
両家　　━━━╋━━━　宮内村　━━━━━━━━━━━━┓
　　　　　　　┃　　　　　　　　　　　　　　　　　　　　┃（昭和30年3月31日）
枇杷谷　━━━┫　　　　　　　　　　　　　　　　　　　　┣━━　保内町
　　　　　　　┃　　　　　　　　　　　　　　　　　　　　┃
鼓尾　　━━━┛　　　　　　　　　      磯津村　　━━━┫
　　　　　　　　　　  　　　　　　　　　川之石町　━━━┫
　　　　　　　　　　　　　　　　　　　　喜須来村　━━━┛

（注記）磯津村ほかの合併まで、及び保内町の平成の合併の系譜については、それぞれの町村の記事を参照のこと。

```

## 産業
農産物では、米、麦、甘藷のほか、柑橘類、櫨など。藩政期には櫨の栽培が盛んに行われ、昭和初期には養蚕も盛んであった。太平洋戦争前から既に夏柑が導入されており、今日のウンシュウミカンが盛んになったのは昭和の合併により保内町になってからの昭和40年代半ばのことである。のち伊予柑の栽培が盛んになり、平地でも柑橘類が栽培されるようになったため水田は次第に果樹園に転換していった。
南予地方の海岸に近い村では稀なことであるが造林に励み、今日の財産区に受け継がれている。造林を強く推し進めたのは1898年（明治31年）に村長に就いた佐々木秀治郎である。

## 交通
宮内川に沿った道が今日の国道378号とほぼ重なる（除くトンネル部分）。
鉄道は通っていなかった。今日の予讃線のルートについて、隣村の日土村経由の構想もかつてはあった。

## 出身者
- 菊池瑞穂（富士シティオグループ創業者）

## 名所
- 三島神社
- 平家谷